# لورنس (النمسا)
لورنس (بالألمانية: Lorüns) هي بلدية في منطقة بلودنز في ولاية فورارلبرغ  النمساوية.